# Estación Lobos
Lobos es una estación ferroviaria ubicada en la ciudad homónima, partido homónimo, Provincia de Buenos Aires, Argentina.

## Servicios
Es la estación terminal perteneciente a la Línea Sarmiento, en el ramal que presta servicio desde la estación Merlo. Los servicios son prestados por la empresa estatal Trenes Argentinos.
A partir de noviembre de 2015 hay un servicio regular a Cañuelas, parando en Empalme Lobos y Uribelarrea. Hay dos servicios a la mañana y dos a la tarde.

## Ubicación
Se encuentra a pocas cuadras del centro de la ciudad, en una zona neurálgica del ejido urbano.